# 比克内尔 (犹他州)
比克内尔（英文：Bicknell），是美国犹他州韦恩县下属的一座城市。建市于 1879年，面积大约为0.62平方英里（1.6平方公里），海拔约为7,123英尺（2,171米）。根据2010年美国人口普查，该市有人口327人。